# هری پاتر و شاهزاده دورگه (بازی ویدئویی)
هری پاتر و شاهزاده دورگه(به انگلیسی: Harry Potter and the Half-Blood Prince)یک بازی ویدئویی بود که توسط الکترونیک آرتز تولید و منتشر شده‌است. این بازی در ۳۰ ژوئن ۲۰۰۹ همراه با هری پاتر و شاهزاده دورگه منتشر شد. این بازی برای مکینتاش اواس ایکس، مایکروسافت ویندوز نینتندو دی‌اس، وی، پلی‌استیشن ۲، پلی‌استیشن ۳، پلی‌استیشن همراه، ایکس‌باکس ۳۶۰ و تلفن همراه منتشر شد.

## شخصیت ها

### قابل بازی
- هری پاتر

### غیر قابل بازی
- آلبوس دامبلدور
- رون ویزلی
- هرماینی گرنجر
- هوریس اسلاگهورن
- سوروس اسنیپ
- دراکو مالفوی
- لاوندر بروان
- لونا لاوگود
- جینی ویزلی
- مینروا مک گونگال
- کورمک مک لاگن
- کتی بل
- وینسنت کراب
- گرگوری گویل
- بلاتریکس لسترنج
- فنریر گری بگ
- نیک سر بریده
- روبیوس هاگرید
- نارسیسا بلک